# 대한민국 민법 제823조
대한민국 민법 제823조는 사기, 강박으로 인한 혼인취소청구권의 소멸에 대한 민법 가족법 조문이다.

## 조문
제823조(사기, 강박으로 인한 혼인취소청구권의 소멸) 사기 또는 강박으로 인한 혼인은 사기를 안 날 또는 강박을 면한 날로부터 3월을 경과한 때에는 그 취소를 청구하지 못한다.

第823條(詐欺, 强迫으로 因한 婚姻取消請求權의 消滅) 詐欺 또는 强迫으로 因한 婚姻은 詐欺를 안 날 또는 强迫을 免한 날로부터 3月을 經過한 때에는 그 取消를 請求하지 못한다.

## 참고 문헌
- 오현수, 일본민법, 진원사, 2014. ISBN 9788963463452
- 오세경, 대법전, 법전출판사 , 2014 ISBN 9788926210277
- 이준현 , LOGOS 민법 조문판례집, 미래가치, 2015. ISBN 9791155020869

## 같이 보기
- 혼인
- 이혼